# Cowey Engineering
Die Cowey Engineering Co. Ltd. war ein britischer Automobilhersteller in Kew. 1911–1915 wurden dort Klein- und Mittelklassefahrzeuge mit Reihenvierzylindermotoren gefertigt.
1911 erschien der 8 hp mit 1,1 l Hubraum und parallel dazu die größeren Modelle 10 hp mit 1,4 l Hubraum und 20 hp mit 3,1 l Hubraum. Während das kleine Modell nur ein Jahr lang gebaut wurde, fertigte man die beiden größeren bis zur Schließung des Werks.
1914 erschien der 10 hp, bzw. 10/12 hp, mit 1,25 l Hubraum.
Allen Modellen gemeinsam war die Luftfederung. Der Erste Weltkrieg machte 1915 der Produktion ein Ende.

## Modelle
| Modell           | Bauzeitraum | Zylinder | Hubraum  | Radstand |
| ---------------- | ----------- | -------- | -------- | -------- |
| 8 hp             | 1911        | 4 Reihe  | 1095 cm³ |          |
| 10 hp            | 1911–1915   | 4 Reihe  | 1368 cm³ |          |
| 20 hp            | 1911–1915   | 4 Reihe  | 3053 cm³ |          |
| 10 hp + 10/12 hp | 1914–1915   | 4 Reihe  | 1244 cm³ |          |

## Quelle
- David Culshaw & Peter Horrobin: The Complete Catalogue of British Cars 1895–1975. Veloce Publishing plc. Dorchester (1999).  ISBN 1-874105-93-6